# Alveopora japonica
Alveopora japonica är en korallart som beskrevs av Katsuyuki Eguchi 1968. Alveopora japonica ingår i släktet Alveopora och familjen Poritidae. IUCN kategoriserar arten globalt som sårbar. Inga underarter finns listade i Catalogue of Life.